# Цифров сигнал
Цифров сигнал е аналогов сигнал, който е дискретизиран във времето и квантуван по ниво. За определен период от време цифровият сигнал има краен брой стойности (отчети), които заемат определено ниво от скалата на квантуване, която също е с краен брой стойности. От броя на тези стойности зависи с колко бита ще се кодира всяка стойност на цифровия сигнал. Колкото повече нива има в скалата на квантуване, толкова „по-вярно“ се преобразува аналоговият сигнал в цифров (по-високо качество), но и обемът на информацията е по-голям. Обратно, ако държим на малък обем информация, а качеството на преобразуването не ни е толкова важно, то ще ни трябва скала на квантуване с малък брой нива.
Аналогично е положението и с честотата на дискретизация (гъстотата на отчетите). При повече отчети (по-голяма честота на дискретизация) – по-добро качество, а с по-малко отчети при същия сигнал – по-ниско качество и по-голяма загуба на информация.
На практика обаче всеки сигнал в природата е аналогов. Това се обуславя от преносната среда (кабел, фидер, вълновод, естествена среда (за радиовръзка)), която променя определените параметри на сигнала. Така се наблюдават изменения в големината и формата на импулсите, размивания, закъснение на сигнала, смущения от други сигнали и източници и др.
Заради т.нар. цифрова революция, използването на цифровите сигнали се увеличи значително в последните години.
Повечето устройства в ежедневието ни са базирани на цифровите сигнали. Интернет е мрежа от цифрови сигнали, както и модерните мобилни комуникации.
В повечето приложения, цифровите сигнали са представени с двоичен код, така че тяхната мерна единица е бит – изразен с „0“ или „1“, т.е. имаме две възможни стойности на сигнала. Така например, ако скалата на квантуване е съставена от 256 нива (стойности), то всяко ниво ще се кодира с 8 бита (следва от теорията на информацията – 256 = 28).